# Дзвін (журнал, Київ)
«Дзвін» — літературно-художній і суспільно-політичний щомісячний журнал, орган Української соціал-демократичної робітничої партії.
Видавався у Києві в епоху журналів «Звезда» («Зірка») і «Правда», тобто у 1913—1914 рр. Керівну роль у журналі відігравали Юркевич, Антонович й ін.
Літературно-художня сторона була представлена В. Винниченком, Лесею Українкою (було надруковано «Айша і Мохаммед» та «Оргія») і С. Черкасенком (Стах). З російських соціал-демократів брали участь у «Дзвоні» А. В. Луначарський і Г. Алексинський.